# Sudbury Neutrino Observatory
Sudbury Neutrino Observatory (SNO) – podziemny detektor neutrin, znajdujący się w pobliżu Sudbury w Kanadzie w prowincji Ontario. W SNO prowadzono między innymi eksperyment badający neutrina słoneczne od maja 1999 do listopada 2006 roku. Od 2008 r. trwa przekształcenie SNO w eksperyment SNO+, mający poszukiwać m.in. podwójnego bezneutrinowego rozpadu beta.
Detektor neutrin SNO zbudowano w kopalni niklu na głębokości 2073 m (lokalizacja pod ziemią redukuje „szum” tworzony przez promienie kosmiczne zatrzymywane w skałach, przez które przelatują neutrina). Obiektem badawczym jest zbiornik ciężkiej wody (D2O) o średnicy 12 m i masie 1000 ton. Zbiornik obserwowany jest przez 9456 sensorów światła (fotopowielaczy), rozmieszczonych na otaczającej go sferze o średnicy 17 metrów. Zbiornik ciężkiej wody wykonany jest ze szkła akrylowego i znajduje się w cylindrycznym zbiorniku o średnicy 22 i wysokości 34 metrów, wypełnionym czystą wodą, dzięki której można było określić liczbę elektronowych neutrin słonecznych. Natomiast reakcje zachodzące w ciężkiej wodzie pozwalają stwierdzić zarówno, ile do nas dociera neutrin elektronowych, jak i tych o dowolnym zapachu.
W detektorze SNO rejestrowano następujące reakcje neutrin (wszystkie z nich to oddziaływania słabe):
- CC: oddziaływanie neutrina elektronowego z jądrem deuteru poprzez prądy naładowane (wymianę bozonu W), gdzie w wyniku reakcji powstają dwa protony oraz relatywistyczny elektron, wykrywany dzięki promieniowaniu Czerenkowa: {\displaystyle \nu _{e}+{^{2}_{1}}H\to e^{-}+p+p.}

- ES: elastyczne rozpraszanie neutrin na elektronach (zarówno w ciężkiej, jak i lekkiej wodzie), w którym elektron zyskuje energię od neutrina (i jest obserwowany dzięki promieniowaniu Czerenkowa), a kierunek jego emisji pozwala na określenie kierunku, z którego nadleciało neutrino. Proces ten jest możliwy dla wszystkich zapachów neutrin poprzez wymianę bozonu Z0, a dla neutrina elektronowego również przez wymianę bozonu W, wskutek czego prawdopodobieństwo tej reakcji jest ok. 6 razy większe dla neutrin elektronowych. Proces ten wykorzystywany był już we wcześniejszych eksperymentach używających wodnych detektorów czerenkowskich, takich jak Super-Kamiokande.
- NC: oddziaływanie neutrina z jądrem deuteru poprzez prądy neutralne (wymianę bozonu Z0), powodujące rozbicie jądra na proton i neutron: {\displaystyle \nu _{x}+{^{2}_{1}}H\to \nu _{x}+p+n.} W pierwszej fazie eksperymentu uwolniony neutron obserwowany był dzięki wychwytowi na jądrze deuteru z emisją fotonu o energii 6.25 MeV (efektywność poniżej 50%). W kolejnej fazie dodano do ciężkiej wody sól kuchenną NaCl, w której izotop chloru 35Cl wychwytywał neutrony z emisją fotonu o energii 8.6 MeV (efektywność ok. 90%). W trzeciej fazie, po usunięciu soli, w ciężkiej wodzie zanurzono helowe detektory neutronów, uniezależniając się zupełnie od sygnałów z fotopowielaczy.

Pierwszy wynik SNO opierał się na pomiarach strumienia neutrin słonecznych w reakcjach CC i ES, przy czym dla ES wykorzystano tu znacznie precyzyjniejszy wynik eksperymentu Super-Kamiokande. Porównanie strumienia neutrin elektronowych zmierzonego w reakcji CC i w reakcji ES (przy założeniu, że wszystkie oddziaływania ES pochodzą od neutrin elektronowych) wskazało na dużą niezgodność, dowodząc, że w strumień neutrin słonecznych zawiera nie tylko neutrina elektronowe.
W kolejnych wynikach wykorzystano również reakcje NC, dzięki czemu zmierzono całkowity strumień neutrin słonecznych o wszystkich zapachach, który okazał się zgodny z przewidywaniami opartymi na standardowym modelu Słońca. Za deficyt neutrin słonecznych odpowiada głównie efekt Mikheyeva-Smirnova-Wolfensteina (wpływ obecności materii na mieszanie stanów masowych i zapachowych neutrin) wewnątrz Słońca.